# Pseudagrion spernatum
Pseudagrion spernatum är en trollsländeart. Pseudagrion spernatum ingår i släktet Pseudagrion och familjen dammflicksländor. IUCN kategoriserar arten globalt som livskraftig.

## Underarter
Arten delas in i följande underarter:
- P. s. gerstaeckeri
- P. s. natalense
- P. s. spernatum